# ملكة جمال فرنسا 1997
ملكة جمال فرنسا 1997 هي النسخة السابعة والستين من مسابقة ملكة جمال فرنسا منذ انطلاقتها لأول مرة في عام 1920، أقيمت المسابقة في 13 ديسمبر 1996 هذه هي المرة الأولى التي أقيمت فيها المسابقة في قصر كونغرس فوتورسكوب، على الهواء مباشرة على قناة تي أف 1. سافرت المتسابقات إلى سانت بارتيليمي لمدة أسبوعين في نوفمبر، وكرروا ذلك في فوتورسكوب قبل أسبوعين المسابقة.
كانت رئيسة لجنة التحكيم هي الفرنسية الجميلة كريستيان مارتل أليمان، التي كانت ملكة جمال سينيموند 1953 وملكة جمال الكون 1953، بالإضافة إلى ممثلة رائدة في المكسيك في الستينيات، بنهاية المسابقة توجت باتريسيا سبيار من باريس ملكة جمال فرنسا 1997 من قبل حاملة اللقب المنتهية ولايته لوري بيلفيل من باي دو سافوا ملكة جمال فرنسا عام 1996. مثلت فرنسا في مسابقة ملكة جمال الكون 1997 لكنها لم تتأهل لمراكز متقدمة. كما احتلت المركز الخامس عشر في مسابقة ملكة جمال الدولية 1998. وقد احتلت ماري بورغ الوصيفة الأولى في مسابقة ملكة جمال الدولية 1997.

## النتائج

### المراكز النهائية
| النتائج النهائية     | المتنافسة |
| -------------------- | --- |
| ملكة جمال فرنسا 1997 | - باريس - باتريسيا سبيار |
| الوصيفة الأولى       | - تولوز - ماري بورغ |
| الوصيفة الثاني       | - أنجو - ساندرين حميدي |
| الوصيفة الثالثة      | - غوادلوب - باتريشيا سيلين |
| الوصيفة الرابعة      | - أقطانية - مايليس أونديكولا |
| أفضل 12              | - رون ألب - دلفين بروسارد (المركز الخامس) - بيارن - آن صوفي فينو (المركز السادس) - أوفيرني - كاثرين ساريت - بري - باربرا نيودتسالا - بواتو شرنت - نانسي بورجيكس - هينو - كارولين لوبريز - بروفنس - باسكال دلزين |

## روابط خارجية
- الموقع الرسمي